# Tiger Rag
Tiger Rag är en tidig jazzkomposition av omstritt ursprung, vilken tillhör standardrepertoaren inom framför allt äldre stilriktningar inom jazzen. Låten finns i ett mycket stort antal inspelningar, bl.a. med den svenske dragspelaren Nisse Lind.
Melodin spelades in första gången på skiva 1918 av Original Dixieland Jazz Band, och dess ledare Nick LaRocca angives i regel som dess upphovsman, men dennes anspråk som kompositör har ifrågasatts av andra jazzmusiker, däribland Sidney Bechet och Jelly Roll Morton.
I Sverige blev Tiger Rag under 1970-talet känd för yngre radiolyssnare genom radioprogrammen Bättre sänt än aldrig och uppföljaren Bättre sent än alltid, där programledarna Bengan Wittström och Lasse O'Månsson i varje sändning spelade en ny version.
Kompet från en 78-varvsinspelning var signatur till radioprogrammet Telefonväktarna  (1966–1975).